# Heuchin
Heuchin là một xã ở tỉnh Pas-de-Calais trong vùng Hauts-de-France của Pháp.

## Dân số
| 1962                                                           | 1968 | 1975 | 1982 | 1990 | 1999 | 2006 |
| -------------------------------------------------------------- | ---- | ---- | ---- | ---- | ---- | ---- |
| 569                                                            | 603  | 584  | 544  | 514  | 537  | 534  |
| Census count starting from 1962: Population without duplicates |      |      |      |      |      |      |